# Valea Crișului
Valea Crișului là một xã thuộc hạt Covasna, România. Dân số thời điểm năm 2002 là 3457 người.